# Eupithecia karnaliensis
Eupithecia karnaliensis is een vlinder uit de familie van de spanners (Geometridae). De wetenschappelijke naam van de soort is voor het eerst geldig gepubliceerd in 2000 door Inoue.
De soort komt voor in Nepal, India en Afghanistan op een hoogte tussen de 2200 en 3200 meter.